# Myrsine umbellata
Myrsine umbellata är en viveväxtart som beskrevs av Carl Friedrich Philipp von Martius. Myrsine umbellata ingår i släktet Myrsine och familjen viveväxter. Inga underarter finns listade i Catalogue of Life.